# Mules (Schuhmodell)

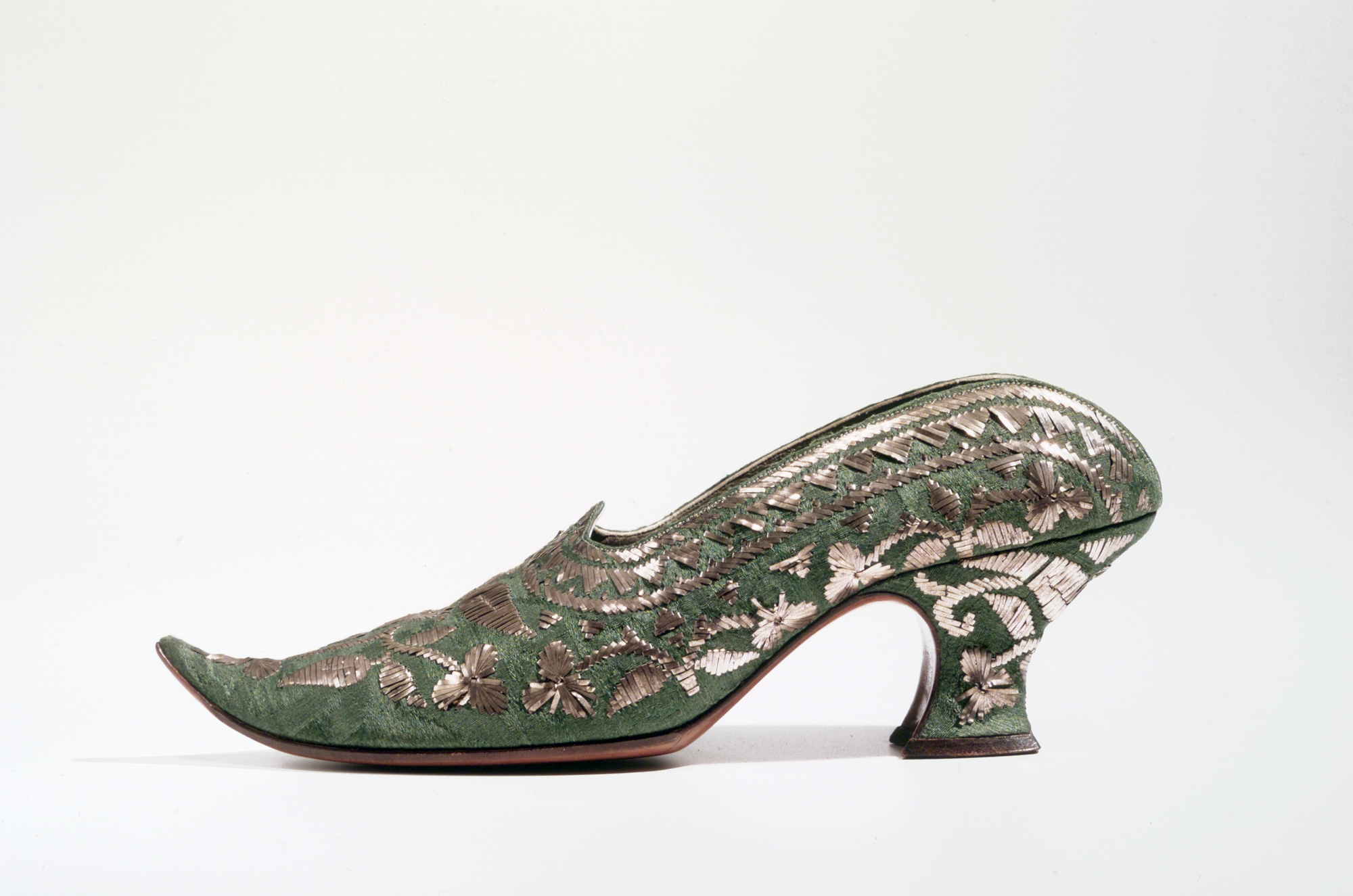
Als „Mules“ bezeichneter Schuh, französisch, 1914–1918 (Metropolitan Museum of Art)

Mules sind ein hinten offenes Damenschuhmodell mit Absatz und lediglich eine andere Bezeichnung für Pantoletten.
Der Begriff „Mule“ leitet sich von lat. mulleus calceus ab, was die Bezeichnung des Schuhwerks der drei höchsten Beamten der römischen Republik war.